# Galerie Léopold II
La galerie Léopold II est une construction située dans le centre de la ville de Spa en province de Liège (Belgique). Elle fait partie du patrimoine exceptionnel de la Région wallonne.

## Localisation
La galerie se situe à l'intérieur du parc des Sept-Heures implanté dans le centre de Spa.

## Historique
Le parc de Sept-Heures est un lieu de promenade créé en 1758 pour les curistes qui affluent à cette époque dans la station thermale de Spa. Après une phase de déclin, Léopold II, le deuxième roi des Belges, relance la station thermale en faisant construire plusieurs bâtiments dont une galerie couverte en 1878. La construction de cette galerie est réalisée d'après les plans de l'architecte William Hansen.

## Description
Trois avant-corps d'une largeur de 20 m au centre et de 15 m aux extrémités ponctuent ce promenoir couvert d'une longueur de 130 m. La galerie est surmontée d’un plafond en bois compartimenté supporté par des colonnes en fonte et orné d’éléments décoratifs en fer forgé.
Ce passage couvert est prolongé à ses extrémités par deux pavillons. Un ovale prenant le nom de Pavillon des Petits Jeux est situé au-dessus de quelques marches du côté de la rue Royale. L'autre, carré, est dédié à l’épouse de Léopold II, la reine Marie-Henriette qui fréquenta beaucoup la ville de Spa et y mourut en 1902.
La galerie est reprise sur la liste du patrimoine immobilier classé de Spa et fait partie des biens inscrits à la liste du patrimoine exceptionnel de la Région wallonne. 

## Activités
La galerie Léopold II est le cadre d'une brocante chaque dimanche matin.

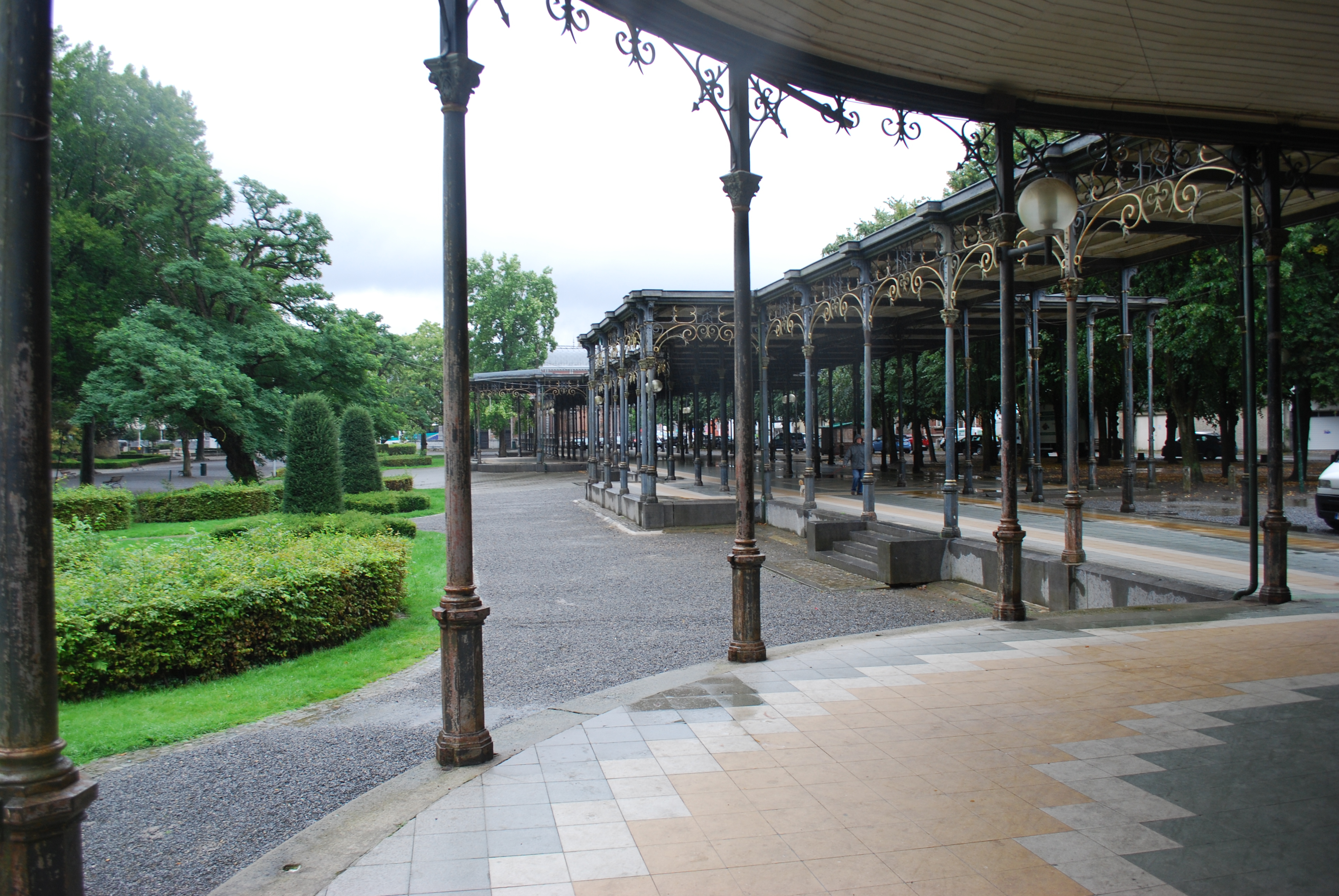
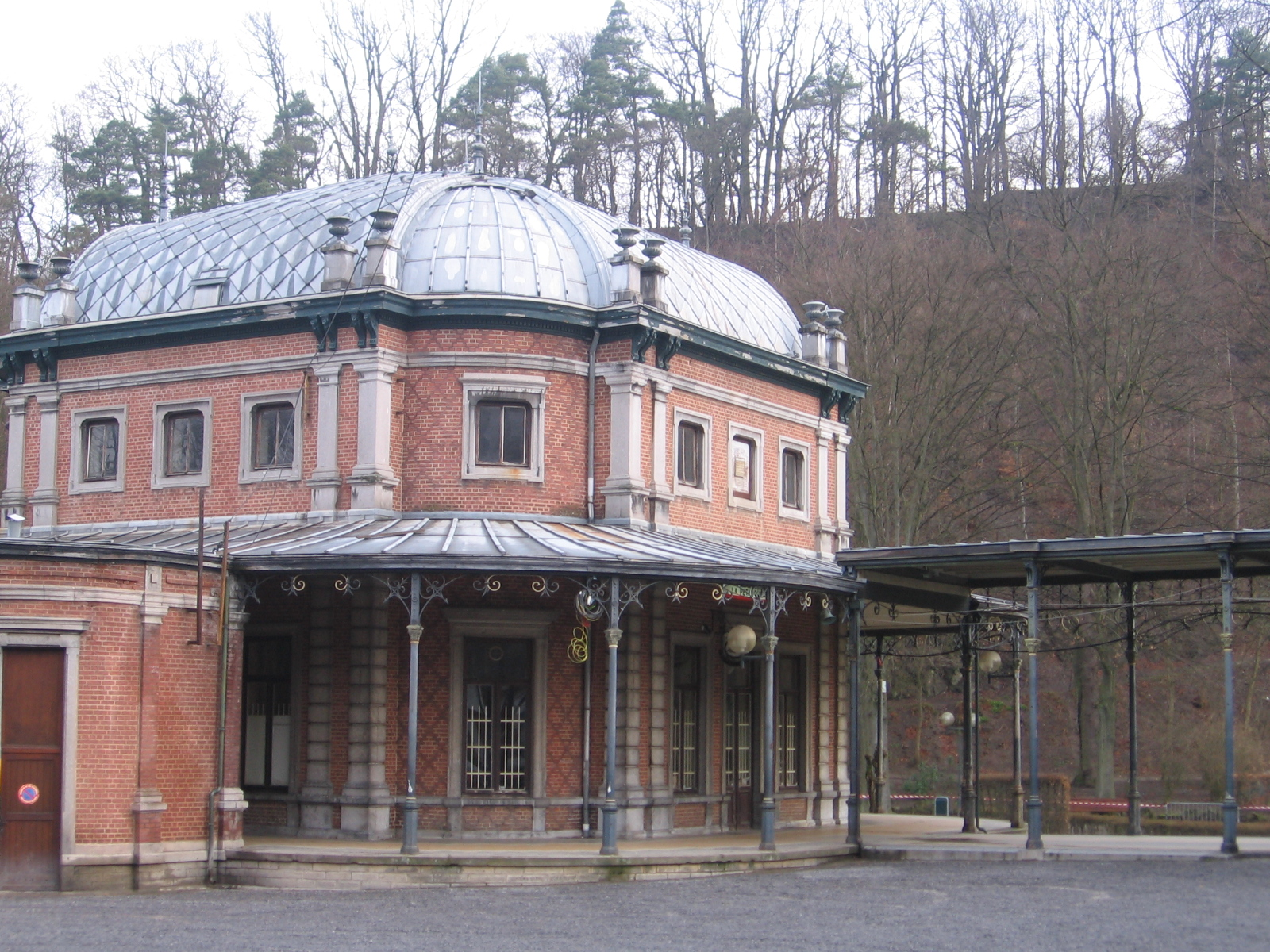